# Quentecaus II
Quentecaus II (em egípcio: Ḫntkaws) foi uma rainha do Antigo Egito, esposa do faraó Neferircaré da V dinastia e mãe dos faraós Neferefré e Raturés. Teve um complexo funerário em Abusir perto do complexo de seu marido, cuja ereção foi iniciada por seu cônjuge, mas terminada sob Raturés.

## Vida
Quentecaus era a esposa de Neferircaré. O complexo de sua pirâmide foi iniciado durante o reinado de seu marido, quando seu título era ainda o da esposa do rei (hmt nswt). A construção de sua tumba foi interrompida, possivelmente quando o marido morreu, e depois foi retomada durante o reinado de seu filho. Depois que o prédio foi retomado, seu título era a mãe do rei (mwt nswt). Quentecaus é mostrada num bloco com seu marido Neferircaré e um filho chamado Ranefer (B). Um fragmento calcário foi achado no complexo da pirâmide, mencionando a princesa Reputenebeti e o príncipe Quenticauor. Do contexto, pensam que talvez a princesa fossem netos de Quentecaus e filhos de Raturés; em publicação anterior, Vivienne Gae Callender e Miroslav Verner propuseram que Reputenebeti era filha de Neferircaré.

## Títulos
Quentecaus deteve vários títulos, inclusive Mwt-neswt-bity-neswt-bity, que tinha em comum com Quentecaus I, mas cujo significado é dúbio e poderia significar mãe dos reis duplos, ou rei duplo e mãe do rei duplo. Outros títulos detidos por ela incluem "Grande do cetro hetés" (wrt-hetes), "Ela que vê Hórus e Sete" (m33t-hrw-stsh), "Grande de louvores" (wrt-hzwt), "Esposa do rei" (hmt-nisw), "Esposa do rei, sua amada" (hmt-nisw meryt.f), "Sacerdotisa de Bapefé" (hmt-ntr-b3-pf), "Sacerdotisa de Tjazepefé" (hmt-ntr-t3-zp.f), "Diretora dos açougueiros na casa acácia (khrpt-sshmtiw-shndt), "Assistente de Hórus" (kht-hrw), "filha de Deus" (s3t-ntr), "Companheira de Hórus" (smrt-hrw e tist-hrw). Ela também é citada como mãe do rei nos papiros de Abusir.